# Elachistocleis helianneae
Espèce
Statut de conservation UICN

 LC  : Préoccupation mineure
Elachistocleis helianneae est une espèce d'amphibiens de la famille des Microhylidae.

## Répartition
Cette espèce se rencontre à environ 90 m d’altitude, :
- au Brésil dans les États d'Amapá, d'Amazonas, du Pará et du Rondônia ;
- en Bolivie dans les départements de Beni et de Santa Cruz.

## Étymologie
Cette espèce est nommée en l'honneur d'Helianne de Niemeyer.

## Publication originale
- Caramaschi, 2010 : Notes on the taxonomic status of Elachistocleis ovalis (Schneider, 1799) and description of five new species of Elachistocleis Parker, 1927 (Amphibia, Anura, Microhylidae). Boletim do Museu Nacional Nova Serie Rio de Janeiro, Brasil, vol. 527, p. 1-30.